# Daniel Henney
Daniel Philip Henney (Carson City, 1979. november 28. –) amerikai színész, modell.
Legismertebb alakítása Matt Simmons a Gyilkos elmék és a Gyilkos elmék: Túl minden határon című sorozatokban. 2021-től Az Idő Kereke című sorozatban szerepel.

## Fiatalkora
1979. november 28-án született Carson City-ben. Édesanyja Christine Henney, aki Puszanból származik, ápolónő volt, édesapja Philip Henney, egy brit származású amerikai, gyárban dolgozott. 1998-ban, végzős évében a Carson City-Crystal High School kosárlabdázója volt.
Henney különböző főiskolákra járt – többek között az Albion College, az Alma College és az Elgin Community College –, de soha nem fejezte be főiskolai tanulmányait a modellkarrierje miatt.

## Pályafutása
Dél-Koreába költözött, miután négy éven át Hongkongban és Tajvanon élt. 2004-ben New Yorkba költözött, ahol televíziós műsorok meghallgatásán vett részt.
2001-ben kezdett el modellkedni az Egyesült Államokban, majd főiskolai tanulmányai alatt dolgozott többek között Franciaországban és Hongkongban is. Miután Dél-Koreában debütált az Amore Pacific "Odyssey Sunrise" kozmetikumának reklámjával, a reklámok szóvivője lett.
Miközben 2005-ben Dél-Koreában modellkedett, egy menedzser felfedezte, aki szerepet szerzett a My Lovely Sam Soon című koreai drámában. 2006-ban a Tavaszi keringő című sorozatokban szerepelt. 2009-ben Zéró ügynököt alakította az X-Men kezdetek: Farkas című filmben. 2010-ben visszatért a dél-koreai televízióba a KBS2 The Fugitive: Plan B című sorozatában.
Matt Simmons különleges ügynököt alakította a Gyilkos elmék és a Gyilkos elmék: Túl minden határon című sorozatokban. 2019 szeptemberében megkapta Lan Mandragoran szerepét az Amazon Video által készített Az Idő Kereke című sorozatban.

## Magánélete
2023. október 20-án feleségül vette Ru Kumagai színésznőt. Az esküvői ceremóniát az Egyesült Államokban tartották, ahol csak a családtagok vettek részt.

## Filmográfia

### Filmek
| Év   | Magyar cím                                      | Eredeti cím                              | Szerep                    | Magyar hang |
| ---- | ----------------------------------------------- | ---------------------------------------- | ------------------------- | ----------- |
| 2006 |                                                 | Seducing Mr. Perfect                     | Robin Heiden              |             |
| 2007 |                                                 | My Father                                | James Parker              |             |
| 2009 | X-Men kezdetek: Farkas                          | X-Men Origins: Wolverine                 | David North / Zero ügynök | Damu Roland |
| 2012 |                                                 | Shanghai Calling                         | Sam Chao                  |             |
| 2012 |                                                 | Papa                                     | zenei producer            |             |
| 2013 | Erőnek erejével                                 | The Last Stand                           | Phil Hayes                | Csőre Gábor |
| 2013 |                                                 | One Night Surprise                       | Bill                      |             |
| 2013 |                                                 | The Spy: Undercover Operation            | Ryan                      |             |
| 2014 | Hős6os                                          | Big Hero 6                               | Tadasi Hamada (hangja)    | Fehér Tibor |
| 2017 |                                                 | Mowgli                                   | Gool (hang)               |             |
| 2019 |                                                 | Money                                    | Roy Lee                   |             |
| 2022 | Titkos küldetés Szöulban 2. – Halálos csapdában | Confidential Assignment 2: International | Jack                      |             |
| 2022 | Eltűnt                                          | Missing                                  | Elijah Park               | Pál Tamás   |
| 2024 |                                                 | Dog Days                                 | Daniel                    |             |

### Televíziós szerepek
| Év        | Magyar cím                        | Eredeti cím                    | Szerep                     | Megjegyzések                                                                      |
| --------- | --------------------------------- | ------------------------------ | -------------------------- | --------------------------------------------------------------------------------- |
| 2005      |                                   | My Lovely Sam Soon             | Dr. Henry Kim              | főszereplő                                                                        |
| 2005      |                                   | Hello Franceska                | Elizabeth első szerelme    | 2 epizód                                                                          |
| 2006      | Tavaszi keringő                   | Spring Waltz                   | Philip                     | főszereplő                                                                        |
| 2009      | Doktor Donor                      | Three Rivers                   | Dr. David Lee              | főszereplő magyar hangja Tokaji Csaba (1. szinkron) Pálmai Szabolcs (2. szinkron) |
| 2010      |                                   | The Fugitive: Plan B           | Kai                        | főszereplő                                                                        |
| 2012–2013 | Hawaii Five-0                     | Hawaii Five-0                  | Michael Noshimuri          | 3 epizód                                                                          |
| 2014      | Revolution                        | Revolution                     | Peter Garner               | 3 epizód                                                                          |
| 2014      | NCIS: Los Angeles                 | NCIS: Los Angeles              | Paul Angelo                | 1 epizód                                                                          |
| 2015–2020 | Gyilkos elmék                     | Criminal Minds                 | Matthew "Matt" Simmons     | főszereplő magyar hangja Novkov Máté                                              |
| 2016–2017 | Gyilkos elmék: Túl minden határon | Criminal Minds: Beyond Borders | Matthew "Matt" Simmons     | főszereplő magyar hangja Papp Dániel                                              |
| 2016      | Mr. Peabody és Sherman show       | The Mr. Peabody & Sherman Show | Siganoszuke Akasi (hangja) | 1 epizód                                                                          |
| 2016      |                                   | Dear My Friends                | Mark Smith                 | 1 epizód                                                                          |
| 2017–2019 | Hős6os: A sorozat                 | Big Hero 6: The Series         | Tadasi Hamada              | 6 epizód magyar hangja Fehér Tibor                                                |
| 2021–2025 | Az Idő Kereke                     | The Wheel of Time              | Lan Mandragoran            | főszereplő magyar hangja Bozsó Péter                                              |